# Plebiscyt Przeglądu Sportowego 1932
7. Plebiscyt Przeglądu Sportowego na najlepszego sportowca Polski zorganizowano w 1932 roku.

## Wyniki
1. Stanisława Walasiewicz - lekkoatletyka (47 653 pkt.)
2. Janusz Kusociński - lekkoatletyka (47 118)
3. Jadwiga Wajsówna - lekkoatletyka (38 511)
4. Zygmunt Heljasz - lekkoatletyka (34 914)
5. Bronisław Czech  - narciarstwo (20 009)
6. Jerzy Pławczyk - lekkoatletyka (19 917)
7. Jadwiga Jędrzejowska - tenis (14 311)
8. Józef Hebda - tenis (13 504)
9. Henryk Chmielewski - boks (7701)
10. Zofia Nehring - łyżwiarstwo (6644)